# Melanopareia
Melanopareiidae · Cordon-noir
Famille
Genre
Répartition géographique
Melanopareia, unique représentant de la famille des Melanopareiidae, est un genre de passereaux communément appelés cordon-noirs. Ces espèces sont présentes en Amérique du Sud.

## Liste des sous-espèces et espèces
Selon la classification de référence du Congrès ornithologique international (version 11.1, 2021) :
- Melanopareia torquata (Wied-Neuwied, 1831) – Cordon-noir à col roux
  - sous-espèce Melanopareia torquata torquata (Wied-Neuwied, 1831)
  - sous-espèce Melanopareia torquata rufescens Hellmayr, 1924
  - sous-espèce Melanopareia bitorquata (d'Orbigny & Lafresnaye, 1837)
- Melanopareia maximiliani (d'Orbigny, 1835) – Cordon-noir à dos olive
  - sous-espèce Melanopareia maximiliani maximiliani (d'Orbigny, 1835)
  - sous-espèce Melanopareia maximiliani argentina (Hellmayr, 1907)
  - sous-espèce Melanopareia maximiliani pallida Nores & Yzurieta, 1980
- Melanopareia maranonica Chapman, 1924 – Cordon-noir du Maranon
- Melanopareia elegans (Lesson, R, 1844) – Cordon-noir élégant
  - sous-espèce Melanopareia elegans elegans (Lesson, R, 1844)
  - sous-espèce Melanopareia elegans paucalensis (Taczanowski, 1884)

## Publication originale
- Famille des Melanopareiidae :
  - (en) Per G. P. Ericson, Storrs L. Olson, Martin Irestedt, Herculano Alvarenga et Jon Fjeldså, « Circumscription of a monophyletic family for the tapaculos (Aves: Rhinocryptidae): Psiloramphus in and Melanopareia out », Journal für Ornithologie, Berlin, Inconnu, vol. 151, no 2,‎ 14 octobre 2009, p. 337-345 (ISSN 0021-8375 et 1439-0361, OCLC 1588080, DOI 10.1007/S10336-009-0460-9).
- Genre Melanopareia :
  - Reichenbach, 1853 : « Handbuch der speciellen Ornithologie ».